# Saint Hervé
Pour les articles homonymes, voir Saint Hervé (homonymie) et Hervé.
Hervé († vers 568), est un saint breton. Ce saint catholique et orthodoxe de l'époque de l'émigration bretonne en Armorique apparaît dans la vita Hervei, récit tardif du XIIIe siècle qui est un des nombreux exemples de la littérature hagiographique bretonne dans laquelle l'écart entre historiographie et hagiographie est difficilement perceptible.
Saint guérisseur, il est fêté le 17 juin dans des églises et chapelles, essentiellement en Basse-Bretagne, où se déroulent son pardon.

## Hagiographie

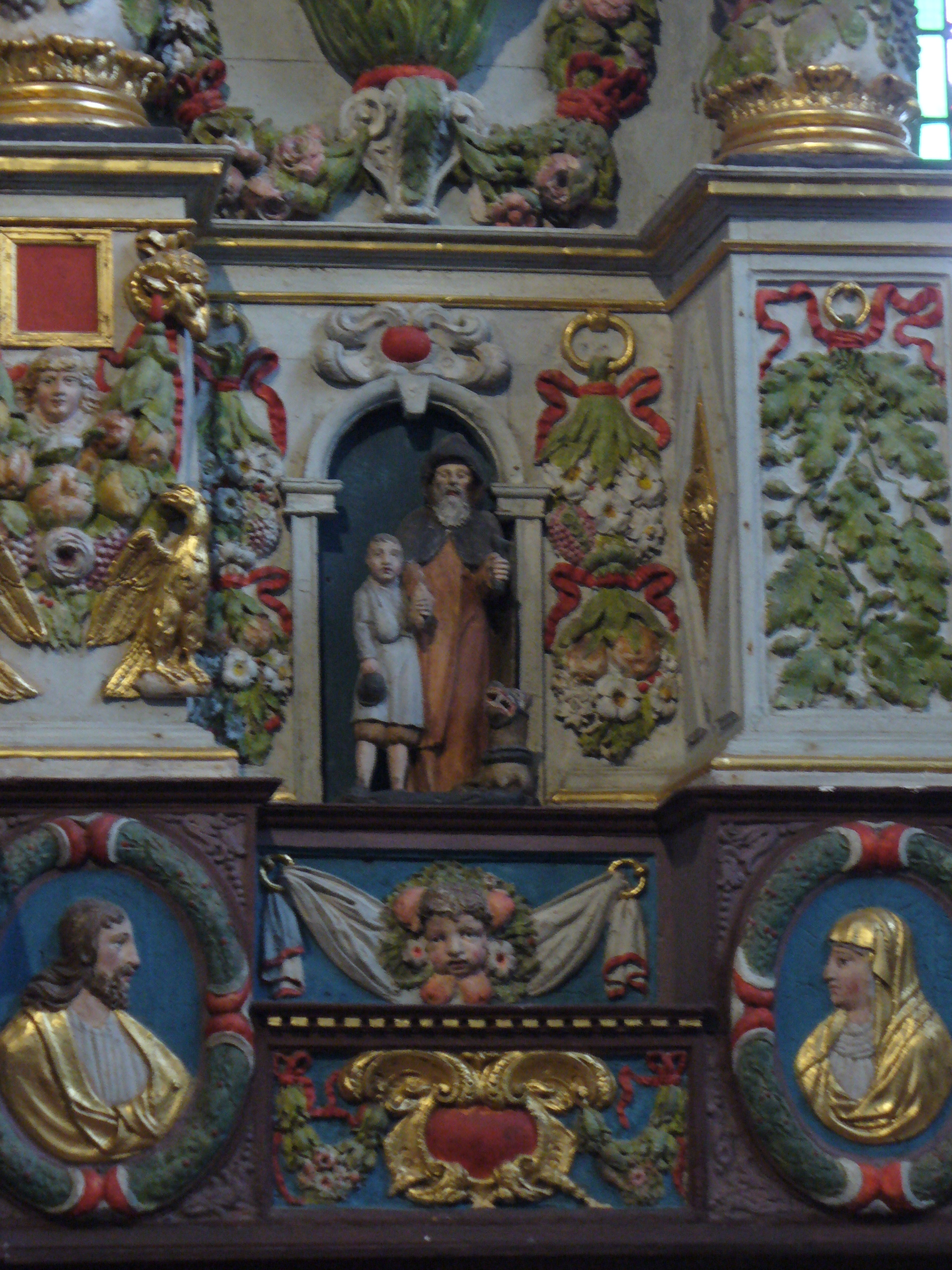
Retable de Guimiliau avec saint Hervé, son loup et le petit garçon

En l'absence de document historique indépendant à la littérature hagiographique, l'existence de saint Hervé est incertaine car elle apparaît dans une vita tardive.
Sa vie est racontée en effet dans la vita Hervei (du XIIIe siècle), le manuscrit connu sous le nom de « Légendaire de Tréguier » datant du XIVe siècle, dans le manuscrit de l'abbaye Saint-Vincent du Mans daté du XVe siècle, et dans un autre manuscrit de l'abbaye de Saint-Gildas-des-Bois. Son hagiographie a été reprise dans la première moitié du XVIIe siècle par Albert Le Grand. Sur une mince trame historique, les hagiographes ont brodé quantité d'épisodes qui ont gardé fort peu de rapports avec les faits historiques, construisant la légende du saint sur laquelle les travaux des chercheurs modernes cherchent à discerner le souvenir de traditions païennes (mythologie celtique de Lug et de Math) et des topos littéraires issus d'autres vitae (Vie de saint Eusice).
Fils de Hyvarnion (ou Harvian, Hyvarnon ou Houarnon), barde originaire de l'île de Bretagne (Grande-Bretagne actuelle) qui aurait vécu un moment à la cour du roi franc Childebert, et de Riwanon (ou Rivanone ou Rivanon), Hervé naît vers 520. Sa mère ayant fait vœu de virginité, il est victime de la malédiction maternelle qui le rend aveugle de naissance. Ses parents auraient vécu au manoir de Lanrioul (dénommé aussi dans les anciens textes Lanrigoul ou Lanrigour) en Plouzévédé. Après la mort de son mari, Rivanone se serait établie sur le territoire de Keran (la trève de Tréflaouénan), où elle aurait élevé son fils encore en bas âge.
Hervé aurait d'abord suivi les leçons de son oncle saint Urfold à Bourg-Blanc où ce dernier aurait installé un oratoire. Il revient à Lanhouarneau pour accompagner sa mère mourante dans son oratoire, à l'emplacement actuel de l'église paroissiale. Il aurait fondé dans ce village un ermitage mais, rejoint par des disciples, il quitte Lanhourneau et retourne à Bourg-Blanc vivre en ermite. Il se rend ensuite à Saint-Pol-de-Léon où l'évêque, saint Houardon, lui aurait conféré les ordres mineurs. Il devient confesseur tout en refusant par humilité le titre d'abbé. Il refuse aussi de devenir prêtre, car il s'estime indigne de célébrer l'Eucharistie. Il accepte seulement d’être ordonné exorciste. Après une étape à Innoco (en fait probablement Iniau, c'est-à-dire Plouigneau), il passe par Plougonven, puis par les Monts d'Arrée pour parvenir en Cornouaille, où il aurait collecté des fonds. Revenu en Pays de Léon, il aurait délivré un comte, dénommé Hélénus, d'un "diable" qui avait pris place dans sa domesticité, puis il assiste à l'assemblée des évêques bretons réunis sur le Méné Bré en Pédernec où est prise la décision d'excommunier le comte Conomor, assassin de sa femme Sainte Triphine (d'où la chapelle Saint-Hervé qui se trouve au sommet du Menez Bré). Les compositions hagiographiques qui déplacent ainsi le saint d'une localité à l'autre afin de relier des légendes topographiques à des hagiotoponymes et microtoponymes locaux, témoignent de la volonté des commanditaires des hagiographies, de marquage ou d'appropriation d'un lieu, mais aussi d'attribution ou de légitimation de ce lieu où le saint n'est pas forcément passé. Par exemple un "ermitage de saint Hervé" est encore visible à Lanrivoaré.

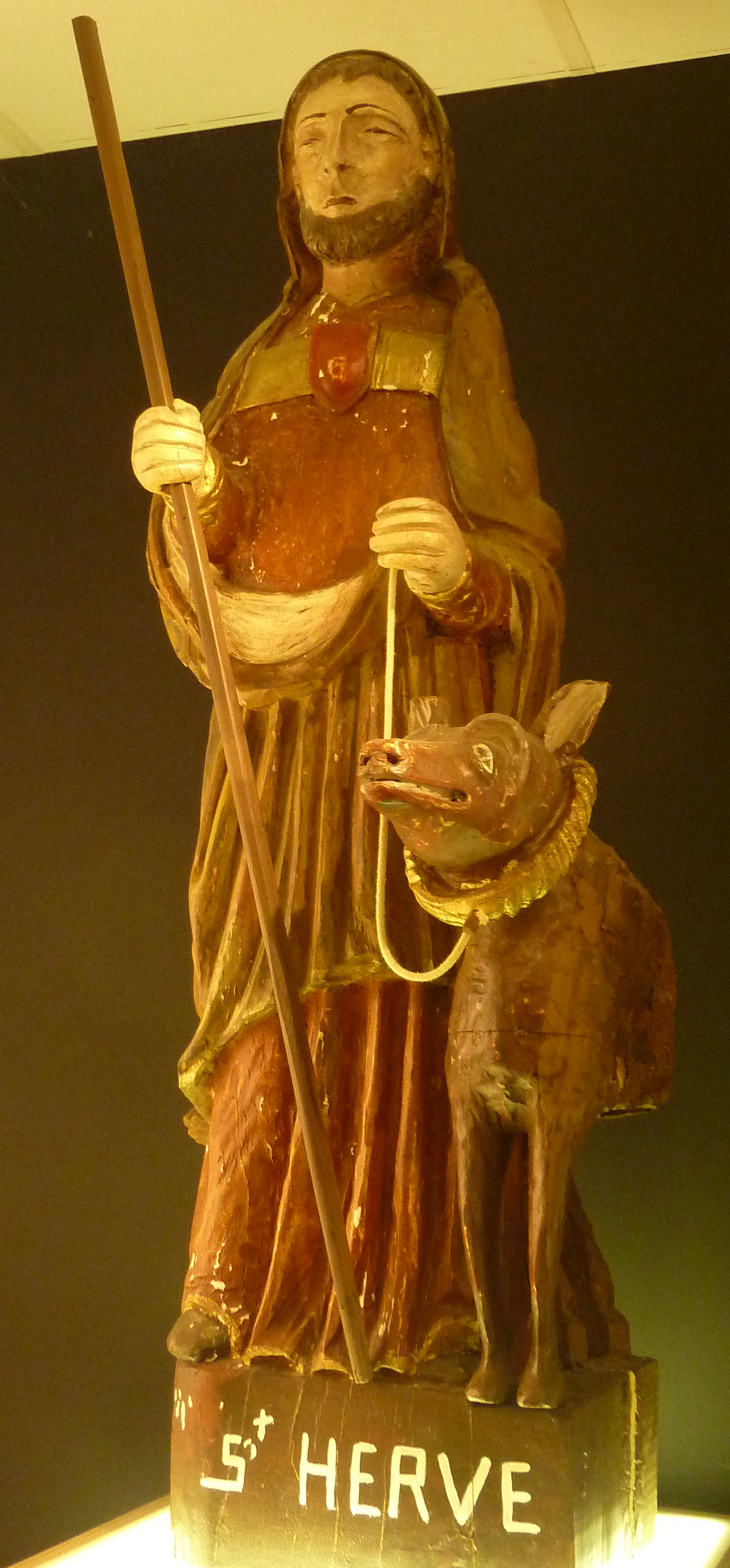
Saint Hervé et son loup (groupe statuaire, Musée du loup, Le Cloître-Saint-Thégonnec).

Finalement, le saint revient vivre à Lanhouarneau où, selon une tradition hagiographique, il meurt le 22 juin 566 entouré de ses disciples Hardian, Gozhuran, de sa nièce (ou tante) Sainte Christine, etc. Saint Pol aurait assisté à ses funérailles et une partie de ses reliques est conservée à Lanhourneau où il est inhumé.
En 878, face aux raids vikings en France, en Bretagne et dans de nombreuses régions d'Europe, sa dépouille est mise à l’abri dans la chapelle du château de Brest puis transférée à la cathédrale Saint-Pierre-et-Saint-Paul de Nantes. Son culte se diffuse assez rapidement comme l'attestent les multiples translations de reliques qui accompagnent les déplacements de ses restes : sa tête, peut-être don du duc Geoffroy, se trouve à Rennes, dans la cathédrale, où en 1743, elle est placée dans la châsse contenant les reliques de saint Goulven ; « des ossements, peut-être prélevés avant le transfert du corps à Nantes, sont gardés à Lanhouarneau dans un bras-reliquaire en argent, du début du XVIe siècle ; une omoplate et une vertèbre du cou, rapportées de Nantes vers 1750, sont conservées à Saint-Pol-de-Léon ; l'église du Faouët, dont saint Hervé est le patron, possède aussi depuis 1773 une vertèbre du cou ; on signale aussi un bras, dont on ignore la provenance, à Louvigné-du-Désert, et une petite relique au couvent de la Retraite à Quimperlé. L'église de Saint-Coulitz détient également, depuis 1894, une petite relique du saint ». Comme pour beaucoup de saints, ses reliques disparaissent à la Révolution. Oublié pendant des années, le crâne qui lui est attribué est retrouvé à la fin du XXe siècle dans une arrière-sacristie de l’église Saint-Sauveur de Rennes, et son retour solennel à Lanhouarneau est fêté en 1998.

## Saint patron et attributs
Ermite aveugle et musicien, il aurait œuvré pour l'éducation des enfants et l'accueil des pauvres sur le Menez Bré. La légende raconte que le chien avec lequel Hervé se guidait fut mangé par un loup ; le saint contraignit alors le loup à le remplacer ; c'est pourquoi à Trédaniel Saint Hervé est représenté tenant un loup en laisse, et est invoqué surtout par les peuples voisins des forêts pour protéger leurs troupeaux, et en reçoit de la laine par reconnaissance. Une autre légende rapporte qu'un jour Hervé perdit une dent en éternuant et la ficha dans une fente de rocher. Une grande clarté en jaillit et frappa un jeune garçon qui faillit en mourir. Une autre tradition locale rapporte qu'un loup dévora l'âne de son mentor avec lequel Hervé labourait, mais il s'agenouilla pour prier et sur son injonction le loup vint s'atteler lui-même à la charrette. Aussi est-il souvent représenté en compagnie d'un loup apprivoisé. Sa réputation gagne toute la Bretagne.
Saint Hervé est le patron des bardes bretons. Il est invoqué pour les maladies des yeux, la guérison des peurs, des angoisses et de la dépression nerveuse, pour repousser les démons et protéger les chevaux. En Bretagne, saint Hervé a aussi la réputation de faire cesser les coassements des grenouilles. Cette réputation vient d'un épisode de sa vie relaté dans la vita hervei : accueilli chez le prince Wigon, un des "chevaliers" (« milites) de l'hôte s'avisa de demander au thaumaturge s'il avait assez d'autorité pour imposer silence aux grenouilles du lac qui chaque nuit d'été avaient l'habitude de coasser. Le saint exécuta le miracle demandé.

## Saint Hervé est-il aussi saint Mahouarn?
Le nom "Mahouarn" provient probablement d'une déformation du nom brittonique Marc'h-Tiern ou machtiern « grand chef », du nom de Marc'h-Houarn ("chef au cheval de fer", c'est-à-dire cheval caparaçonné de bardes d'acier), sanctifié sous le nom de saint Mahouarn, qui est d'ailleurs le saint patron de la paroisse.
Saint Mahouarn est vénéré uniquement sur le pourtour du Porzay où des chapelles, fontaines et croix lui sont dédiées : une chapelle Loc-Mahouarn a existé au lieu-dit désormais dénommé Loc'h en Cast, en ruine dès le début du XIXe siècle, mais la fontaine située à proximité faisait encore l'objet de processions de dévotion vers 1950 ; une chapelle (en ruine vers 1900) et une fontaine Saint-Mahouarn existaient à Landanet au Juch (également disparues) ; une chapelle (disparue dès le XVIe siècle), une fontaine et un calvaire Saint-Mahouarn se trouvaient aussi à Lesvren en Plonévez-Porzay ; enfin et surtout l'église paroissiale, ainsi qu'une fontaine, portent le nom de Saint-Mahouarn à Plomodiern. Mais, saint breton trop obscur ou local, la plupart des lieux de vénération ont été renommés par l'église catholique, dédiés désormais à saint Magloire ou à saint Hervé. Mahouarn fut aussi un prénom porté dans le Porzay jusqu'au milieu du XIXe siècle.

## Christianisation de motifs mythologiques anciens
Tous les comme les autres hagiographies du haut Moyen Âge, la vie de saint Hervé transmet des motifs mythologiques plus anciens. Ainsi, dans le récit, la cécité du saint a pour contrepartie le don de double vue. Dans la tradition celtique, celle-ci est un corollaire possible de la divination et de la voyance. Les hagiographes font d'Hervé un « voyant » à la dent lumineuse, motif hagiographique renvoyant au rite incantatoire païen du teinn laegda issu de la mythologie celtique (« L'illumination par le chant »), et qui consiste à appliquer le pouce sur une dent de sagesse (rite employé par les druides pour acquérir la connaissance). Enfant, Hervé se rend à l'église de Quéran lorsque selon la légende, il perd une dent de sagesse dans une fente de rocher. Après son départ, les villageois y voient une grande lumière, faisant du saint un « voyant » doté d'une lumière intérieure. Hervé est également un « meneur de loups ». Pour Bernard Merdrignac, il ne s’agit pas pour Hervé ou d'autres saints « de se substituer à une divinité païenne, mais de faire preuve de leur efficacité sur un terrain où les attendent les fidèles ».
Les représentations artistiques du saint, notamment la statuaire, semblent conserver les éléments principaux de ces motifs mythologiques antérieurs au christianisme : Hervé est présenté avec « des yeux clos ou vides », tenant le bâton avec lequel il avait fait jaillir une source et accompagné d'un jeune guide et de son loup apprivoisé.

## Culte dans la Bretagne actuelle

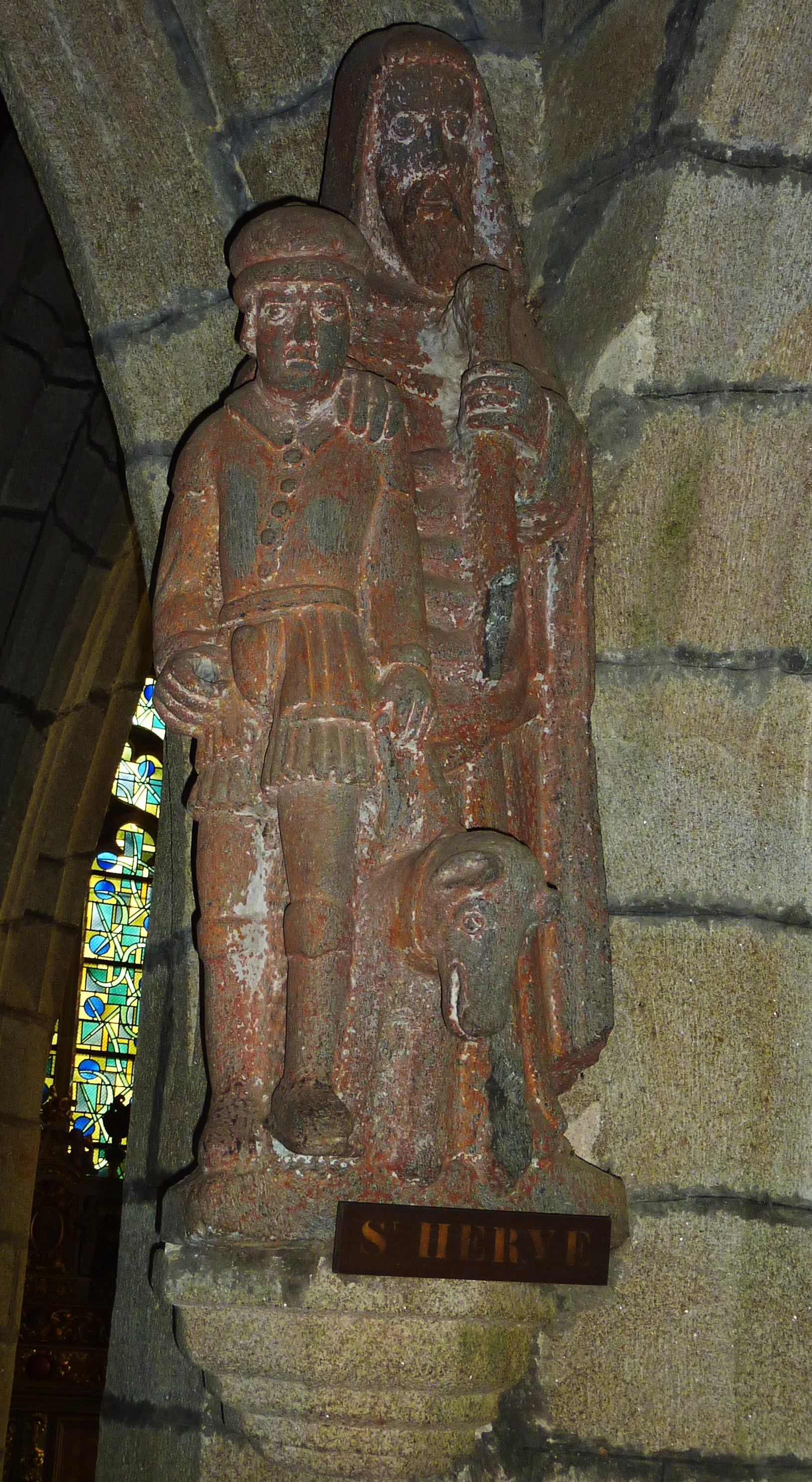
Sainte-Marie du Ménez-Hom : statue de saint Hervé aveugle et son loup apprivoisé

- Plusieurs localités portent l'une ou l'autre des variantes de son nom :
  - Lanhouarneau dans le Finistère
  - Saint-Hervé dans les Côtes-d'Armor
  - Saint-M'Hervé en Ille-et-Vilaine
- Des quartiers ou des hameaux portent son nom :
  - Un quartier de Ploufragan dans les Côtes-d'Armor
- Quatre églises paroissiales et 22 chapelles portent une des variantes de son nom[27] :
  - Église Saint-Mahouarn à Plomodiern et sa fontaine de dévotion
  - Église Saint-Hervé de Lanhouarneau (Finistère)
  - Ermitage Saint-Hervé à Milizac (Finistère)
  - Église Saint-Hervé au Faouët (Morbihan)
  - Église Saint-Hervé au Caro (Morbihan)
  - Chapelle Saint-Hervé à Bubry (Morbihan)
  - Chapelle Saint-Hervé à Gourin (Morbihan)
  - La chapelle de Saint-Houarneau à Bourbriac (Côtes-d'Armor)
  - Église Saint-Hervé à Quemperven (Côtes-d'Armor)
- Le retable de l'église Saint-Mélar de Locmélar (en Locmélar) lui est dédié[28]

- De nombreuses églises et chapelles ont des statues de saint Hervé :
  - Église Saint-Miliau à Guimiliau et chapelle Sainte-Marie-du-Ménez-Hom à Plomodiern (Finistère)
  - par exemple à Gourin et à Langoelan (Morbihan)
  - Chapelle Saint Mélar de Bringolo et chapelle Notre-Dame du Haut[29] à Trédaniel (Côtes-d'Armor)

- De nombreuses légendes lui sont associées :
  - Saint Hervé et les éclogites de Plounévez-Lochrist[30].

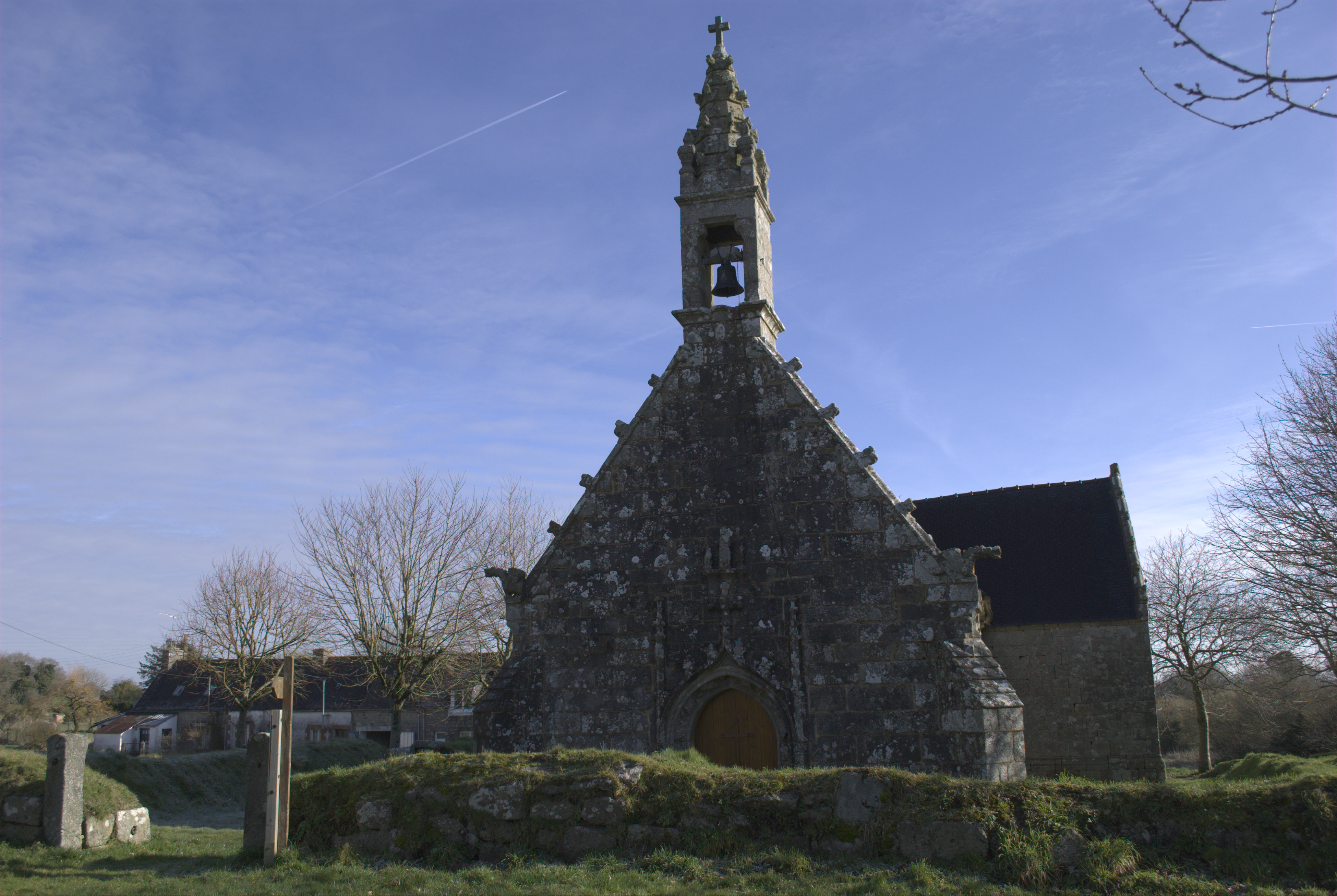
Chapelle Saint-Hervé à Bourbriac (Côtes-d'Armor)
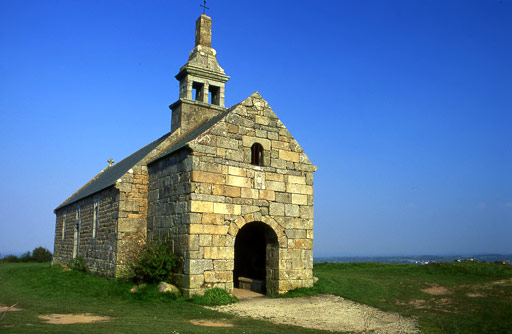
Chapelle Saint-Hervé au somment du Menez Bré (commune de Pédernec)
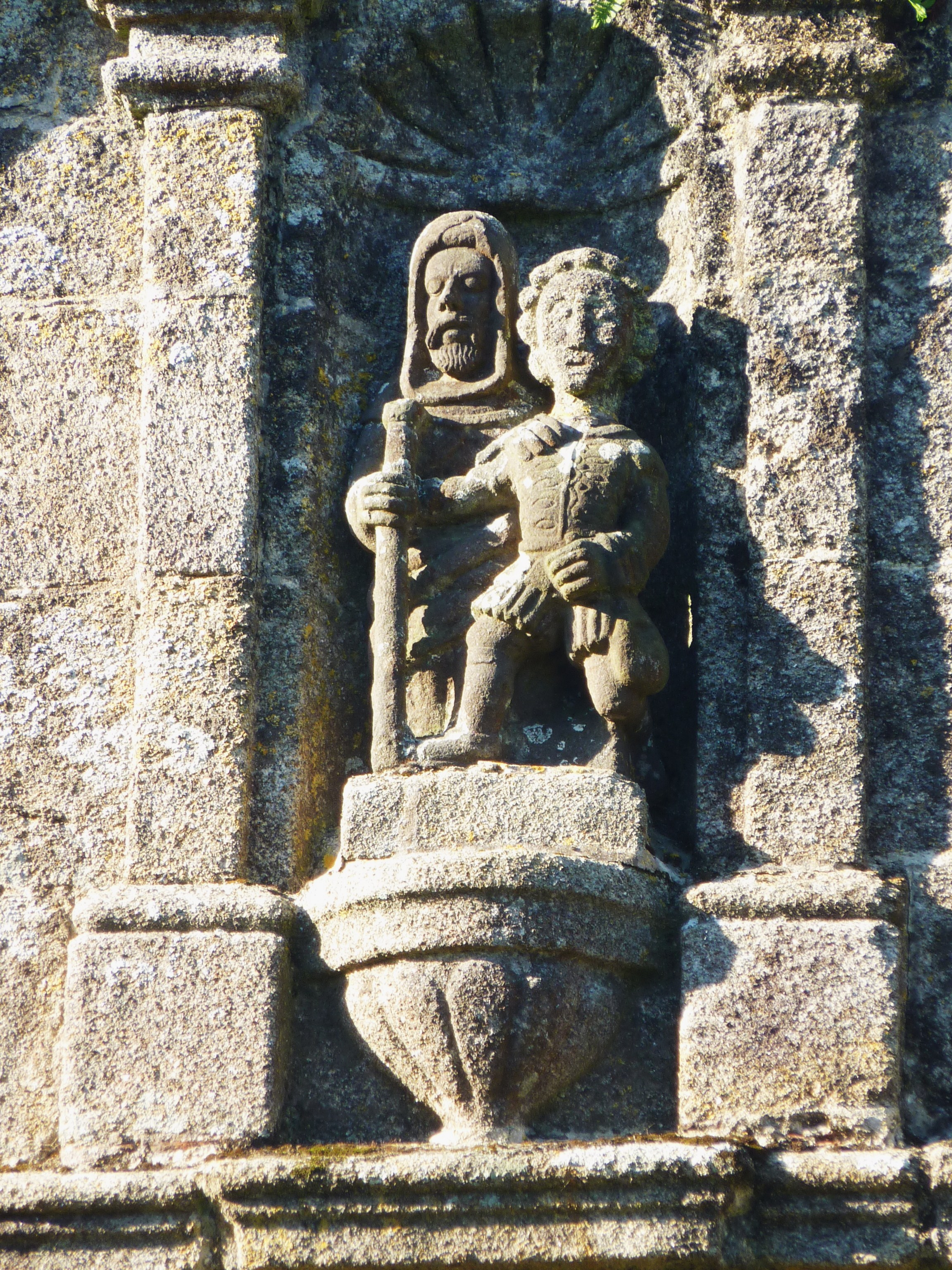
Sainte-Marie-du-Ménez-Hom : statue de saint Hervé avec son bâton d'aveugle
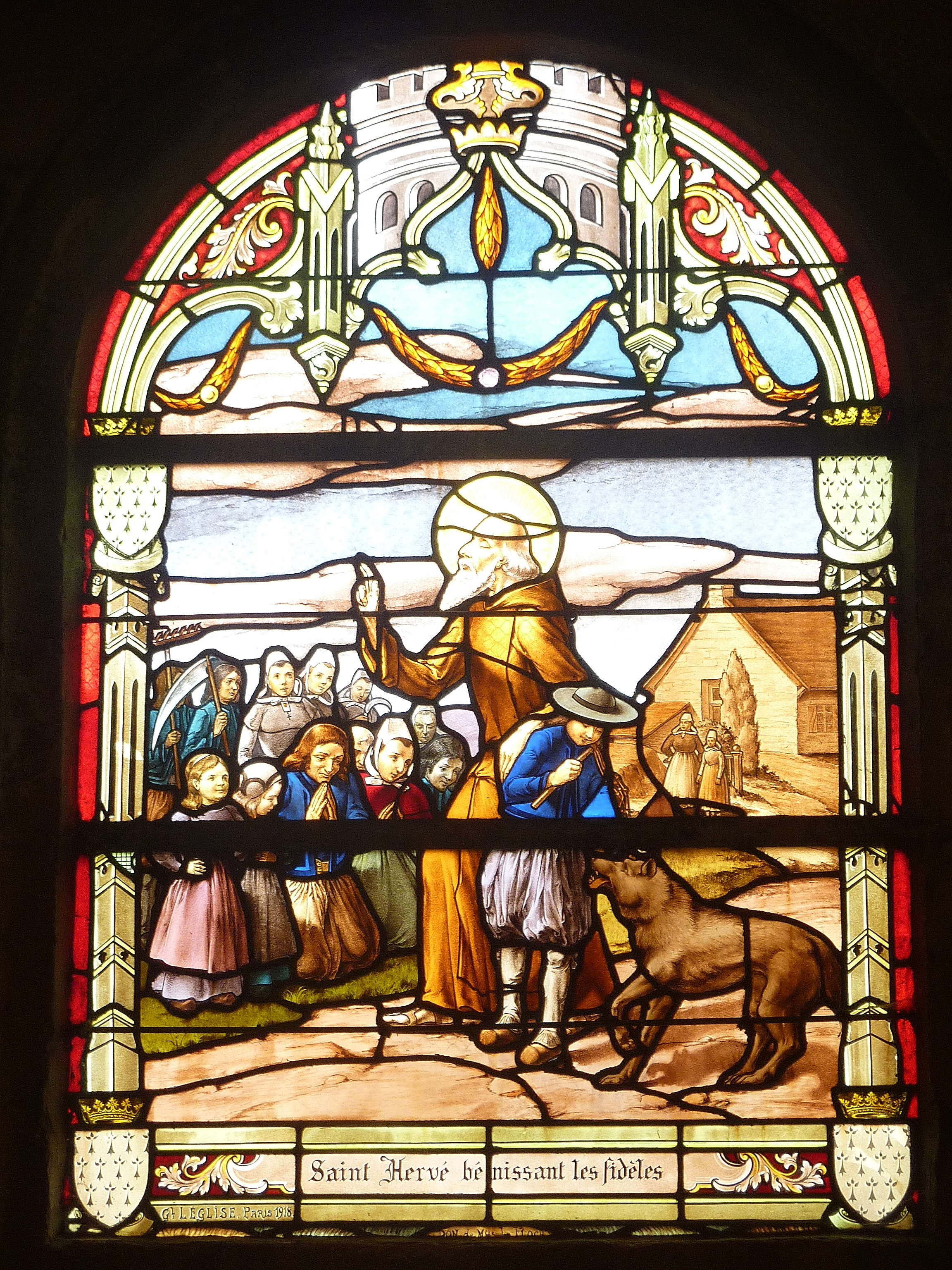
Kerlaz : église paroissiale Saint-Germain, vitrail de Gabriel Léglise représentant "saint Hervé bénissant les fidèles"
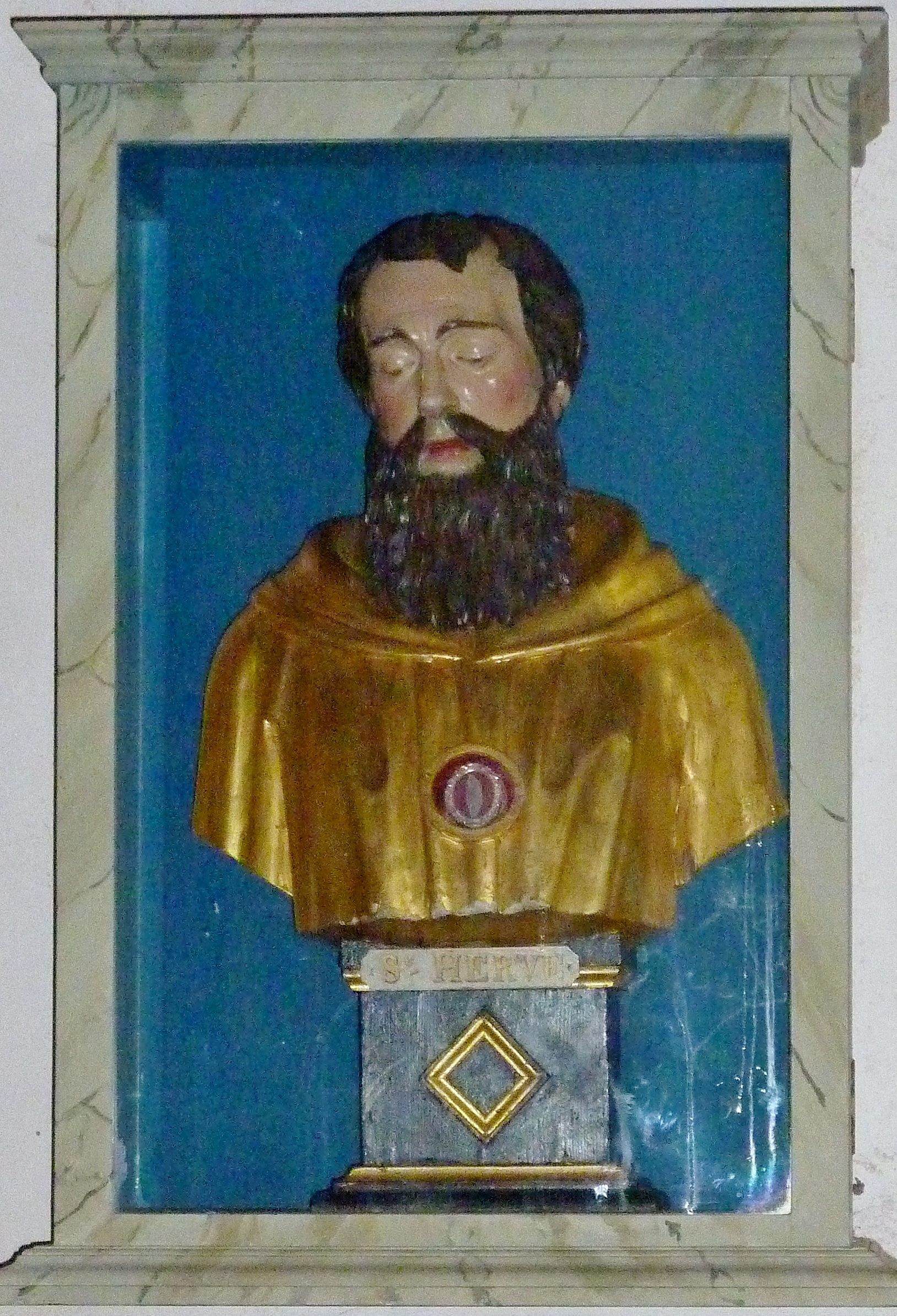
Gourin : chapelle Saint-Hervé, buste de saint Hervé.